# Madrid Masters
A Madrid Masters (hivatalosan szponzorált nevén: Mutua Madrid Open) egy évente férfiak és nők számára megrendezett tenisztorna Spanyolország fővárosában, Madridban.
A férfiak versenyét 2002 óta rendezik meg, a 2001-ig Stuttgartban tartott Masters-torna tette át ide a székhelyét. Azt megelőzően Essen és Stockholm is helyet adott az eseménynek. A tornát 2008-ig az év második felének fedett pályás szezonjában tartották, kemény pályán. 2009-től kezdve azonban megváltozott a Masters-sorozat, és a verseny a salakos szezon harmadik Masters 1000 tornájaként az addig Hamburgban tartott Mestertorna helyére került, a madridi torna helyét pedig a Shanghai Masters foglalta el. Szintén 2009-ben már a WTA is csatlakozott a versenyhez, így nők is indulnak rajta.
A torna része az ATP Masters 1000 sorozatnak. Összesen 56 versenyző vehet részt, az első nyolc kiemeltnek nem kell játszania az első körben. A női torna 2020-ig Premier Mandatory, 2021-től WTA 1000 (kötelező) kategóriájú, és a főtáblán 64 versenyző vesz részt rajta. Az összdíjazása 2025-ben mind a férfiaknál mind a nőknél 8 055 385 euró.
2012-ben – először az ATP és a WTA történetében – kék salakon játszották a mérkőzéseket.

## Egyéni döntők

### Férfi egyes
| Év                   | Győztes                              | Ellenfél a döntőben                  | Eredmény a döntőben                  |
| Stockholm            | Stockholm                            | Stockholm                            | Stockholm                            |
| -------------------- | ------------------------------------ | ------------------------------------ | ------------------------------------ |
| 1990                 | Boris Becker                         | Stefan Edberg                        | 6–4, 6–0, 6–3                        |
| 1991                 | Boris Becker                         | Stefan Edberg                        | 3–6, 6–4, 1–6, 6–2, 6–2              |
| 1992                 | Goran Ivanišević                     | Guy Forget                           | 7–6, 4–6, 7–6, 6–2                   |
| 1993                 | Michael Stich                        | Goran Ivanišević                     | 4–6, 7–6, 7–6, 6–2                   |
| 1994                 | Boris Becker                         | Goran Ivanišević                     | 4–6, 6–4, 6–3, 7–6                   |
| 1995                 | Thomas Muster                        | MaliVai Washington                   | 7–6, 2–6, 6–3, 6–4                   |
| Stuttgart            |                                      |                                      |                                      |
| 1996                 | Boris Becker                         | Pete Sampras                         | 3–6, 6–3, 3–6, 6–3, 6–4              |
| 1997                 | Petr Korda                           | Richard Krajicek                     | 7–6, 6–2, 6–4                        |
| 1998                 | Richard Krajicek                     | Jevgenyij Kafelnyikov                | 6–4, 6–3, 6–3                        |
| 1999                 | Thomas Enqvist                       | Richard Krajicek                     | 6–1, 6–4, 5–7, 7–5                   |
| 2000                 | Wayne Ferreira                       | Lleyton Hewitt                       | 7–6, 3–6, 6–7, 7–6, 6–2              |
| 2001                 | Tommy Haas                           | Makszim Mirni                        | 6–2, 6–2, 6–2                        |
| Madrid               |                                      |                                      |                                      |
| 2002                 | Andre Agassi                         | Jiří Novák                           | visszalépett sérülés miatt           |
| 2003                 | Juan Carlos Ferrero                  | Nicolás Massú                        | 6–3, 6–4, 6–3                        |
| 2004                 | Marat Szafin                         | David Nalbandian                     | 6–2, 6–4, 6–3                        |
| 2005                 | Rafael Nadal                         | Ivan Ljubičić                        | 3–6, 2–6, 6–3, 6–4, 7–6              |
| 2006                 | Roger Federer                        | Fernando González Ciuffardi          | 7–5, 6–1, 6–0                        |
| 2007                 | David Nalbandian                     | Roger Federer                        | 1–6, 6–3, 6–3                        |
| 2008                 | Andy Murray                          | Gilles Simon                         | 6–4, 7–6(6)                          |
| Madrid, salakborítás |                                      |                                      |                                      |
| 2009                 | Roger Federer                        | Rafael Nadal                         | 6–4, 6–4                             |
| 2010                 | Rafael Nadal                         | Roger Federer                        | 6–4, 7–6(5)                          |
| 2011                 | Novak Đoković                        | Rafael Nadal                         | 7–5, 6–4                             |
| 2012                 | Roger Federer                        | Tomáš Berdych                        | 3–6, 7–5, 7–5                        |
| 2013                 | Rafael Nadal                         | Stanislas Wawrinka                   | 6–2, 6–4                             |
| 2014                 | Rafael Nadal                         | Nisikori Kei                         | 2–6, 6–4, 3–0 feladta                |
| 2015                 | Andy Murray                          | Rafael Nadal                         | 6–3, 6–2                             |
| 2016                 | Novak Đoković                        | Andy Murray                          | 6–2, 3–6, 6–3                        |
| 2017                 | Rafael Nadal                         | Dominic Thiem                        | 7–6(8), 6–4                          |
| 2018                 | Alexander Zverev                     | Dominic Thiem                        | 6–4, 6–4                             |
| 2019                 | Novak Đoković                        | Sztéfanosz Cicipász                  | 6–3, 6–4                             |
| 2020                 | Elmaradt a koronavírus-járvány miatt | Elmaradt a koronavírus-járvány miatt | Elmaradt a koronavírus-járvány miatt |
| 2021                 | Alexander Zverev                     | Matteo Berrettini                    | 6–7(8), 6–4, 6–3                     |
| 2022                 | Carlos Alcaraz                       | Alexander Zverev                     | 6–3, 6–1                             |
| 2023                 | Carlos Alcaraz                       | Jan-Lennard Struff                   | 6–4, 3–6, 6–3                        |
| 2024                 | Andrej Rubljov                       | Félix Auger-Aliassime                | 4–6, 7–5, 7–5                        |

### Női egyes
| Év   | Győztes                              | Ellenfél a döntőben                  | Eredmény a döntőben                  |
| ---- | ------------------------------------ | ------------------------------------ | ------------------------------------ |
| 2009 | Gyinara Szafina                      | Caroline Wozniacki                   | 6–2, 6–4                             |
| 2010 | Aravane Rezaï                        | Venus Williams                       | 6–2, 7–5                             |
| 2011 | Petra Kvitová                        | Viktorija Azaranka                   | 7–6(3), 6–4                          |
| 2012 | Serena Williams                      | Viktorija Azaranka                   | 6–1, 6–3                             |
| 2013 | Serena Williams                      | Marija Jurjevna Sarapova             | 6–1, 6–4                             |
| 2014 | Marija Sarapova                      | Simona Halep                         | 1–6, 6–2, 6–3                        |
| 2015 | Petra Kvitová                        | Szvetlana Kuznyecova                 | 6–1, 6–2                             |
| 2016 | Simona Halep                         | Dominika Cibulková                   | 6–2, 6–4                             |
| 2017 | Simona Halep                         | Kristina Mladenovic                  | 7–5, 6–7(5), 6–2                     |
| 2018 | Petra Kvitová                        | Kiki Bertens                         | 7–6(6), 4–6, 6–3                     |
| 2019 | Kiki Bertens                         | Simona Halep                         | 6–4, 6–4                             |
| 2020 | Elmaradt a koronavírus-járvány miatt | Elmaradt a koronavírus-járvány miatt | Elmaradt a koronavírus-járvány miatt |
| 2021 | Arina Szabalenka                     | Ashleigh Barty                       | 6–0, 3–6, 6–4                        |
| 2022 | Unsz Dzsábir                         | Jessica Pegula                       | 7–5, 0–6, 6–2                        |
| 2023 | Arina Szabalenka                     | Iga Świątek                          | 6–3, 3–6, 6–3                        |
| 2024 | Iga Świątek                          | Arina Szabalenka                     | 7–5, 4–6, 7–6(7)                     |
| 2025 | Arina Szabalenka                     | Cori Gauff                           | 6–3, 7–6(3)                          |

## Páros döntők

### Férfi páros
| Év                   | Győztesek                            | Ellenfelek a döntőben                | Eredmény a döntőben                  |
| Stockholm            | Stockholm                            | Stockholm                            | Stockholm                            |
| -------------------- | ------------------------------------ | ------------------------------------ | ------------------------------------ |
| 1990                 | Guy Forget Jakob Hlasek              | John Fitzgerald Anders Järryd        | 6–2, 6–3                             |
| 1991                 | John Fitzgerald Anders Järryd        | Tom Nijssen Cyril Suk                | 7–5, 6–3                             |
| 1992                 | Mark Woodforde Todd Woodbridge       | Steve DeVries David Macpherson       | 6–4, 6–4                             |
| 1993                 | Mark Woodforde Todd Woodbridge       | Gary Muller Danie Visser             | 7–6, 5–7, 7–6                        |
| 1994                 | Mark Woodforde Todd Woodbridge       | Jan Apell Jonas Björkman             | 6–4, 4–6, 6–3                        |
| Essen                |                                      |                                      |                                      |
| 1995                 | Jacco Eltingh Paul Haarhuis          | Cyril Suk Daniel Vacek               | 7–5, 6–7, 6–4                        |
| Stuttgart            |                                      |                                      |                                      |
| 1996                 | Sébastien Lareau Alex O'Brien        | Jacco Eltingh Paul Haarhuis          | 6–4, 6–4                             |
| 1997                 | Mark Woodforde Todd Woodbridge       | Rick Leach Jonathan Stark            | 7–6, 7–6                             |
| 1998                 | Sébastien Lareau Alex O'Brien        | Mahes Bhúpati Lijendar Pedzs         | 4–6, 6–3, 7–5                        |
| 1999                 | Byron Black Jonas Björkman           | David Adams John-Laffnie De Jager    | 6–3, 6–4                             |
| 2000                 | Jiří Novák David Rikl                | Donald Johnson Piet Norval           | 6–2, 6–2                             |
| 2001                 | Makszim Mirni Sandon Stolle          | Ellis Ferreira Jeff Tarango          | 7–6, 6–3                             |
| Madrid               |                                      |                                      |                                      |
| 2002                 | Mark Knowles Daniel Nestor           | Mahes Bhúpati Makszim Mirni          | 6–3, 5–7, 6–0                        |
| 2003                 | Mahes Bhúpati Makszim Mirni          | Wayne Black Kevin Ullyett            | 6–2, 2–6, 6–3                        |
| 2004                 | Mark Knowles Daniel Nestor           | Bob Bryan Mike Bryan                 | 6–3, 6–4                             |
| 2005                 | Mark Knowles Daniel Nestor           | Lijendar Pedzs Nenad Zimonjić        | 3–6, 6–3, 6–2                        |
| 2006                 | Bob Bryan Mike Bryan                 | Mark Knowles Daniel Nestor           | 7–5, 6–4                             |
| 2007                 | Bob Bryan Mike Bryan                 | Mariusz Fyrstenberg Marcin Matkowski | 6–3, 7–6                             |
| 2008                 | Mariusz Fyrstenberg Marcin Matkowski | Mahes Bhúpati Mark Knowles           | 6–4, 6–2                             |
| Madrid, salakborítás |                                      |                                      |                                      |
| 2009                 | Daniel Nestor Nenad Zimonjić         | Simon Aspelin Wesley Moodie          | 6–4, 6–4                             |
| 2010                 | Bob Bryan Mike Bryan                 | Daniel Nestor Nenad Zimonjić         | 6–3, 6–4                             |
| 2011                 | Bob Bryan Mike Bryan                 | Michaël Llodra Nenad Zimonjić        | 6–3, 6–3                             |
| 2012                 | Mariusz Fyrstenberg Marcin Matkowski | Robert Lindstedt Horia Tecău         | 6–3, 6–4                             |
| 2013                 | Bob Bryan Mike Bryan                 | Alexander Peya Bruno Soares          | 6–2, 6–3                             |
| 2014                 | Daniel Nestor Nenad Zimonjić         | Bob Bryan Mike Bryan                 | 6–4, 6–2                             |
| 2015                 | Róhan Bópanna Florin Mergea          | Marcin Matkowski Nenad Zimonjić      | 6–2, 6–7(5), [11–9]                  |
| 2016                 | Jean-Julien Rojer Horia Tecău        | Róhan Bópanna Florin Mergea          | 6–4, 7–6(5)                          |
| 2017                 | Łukasz Kubot Marcelo Melo            | Nicolas Mahut Édouard Roger-Vasselin | 7–5, 6–3                             |
| 2018                 | Nikola Mektić Alexander Peya         | Bob Bryan Mike Bryan                 | 5–3, feladta                         |
| 2019                 | Jean-Julien Rojer Horia Tecău        | Diego Schwartzman Dominic Thiem      | 6–2, 6–3                             |
| 2020                 | Elmaradt a koronavírus-járvány miatt | Elmaradt a koronavírus-járvány miatt | Elmaradt a koronavírus-járvány miatt |
| 2021                 | Marcel Granollers Horacio Zeballos   | Nikola Mektić Mate Pavić             | 1–6, 6–3, [10–8]                     |
| 2022                 | Wesley Koolhof Neal Skupski          | Juan Sebastián Cabal Robert Farah    | 6–7(4), 6–4, [10–5]                  |
| 2023                 | Karen Hacsanov Andrej Rubljov        | Róhan Bópanna Matthew Ebden          | 6–3, 3–6, [10–3]                     |
| 2024                 | Sebastian Korda Jordan Thompson      | Ariel Behar Adam Pavlásek            | 6–3, 7–6(7)                          |
| 2025                 | Marcel Granollers Horacio Zeballos   | Marcelo Arévalo Mate Pavić           | 6–4, 6–4                             |

### Női páros
| Év   | Győztesek                                  | Ellenfelek a döntőben                 | Eredmény a döntőben                  |
| ---- | ------------------------------------------ | ------------------------------------- | ------------------------------------ |
| 2009 | Cara Black Liezel Huber                    | Květa Peschke Lisa Raymond            | 4–6, 6–3, [10–6]                     |
| 2010 | Serena Williams Venus Williams             | Gisela Dulko Flavia Pennetta          | 6–2, 7–5                             |
| 2011 | Viktorija Azaranka Marija Kirilenko        | Květa Peschke Katarina Srebotnik      | 6–4, 6–3                             |
| 2012 | Sara Errani Roberta Vinci                  | Jekatyerina Makarova Jelena Vesznyina | 6–1, 3–6, [10–4]                     |
| 2013 | Anasztaszija Pavljucsenkova Lucie Šafářová | Cara Black Marina Eraković            | 6–2, 6–4                             |
| 2014 | Sara Errani Roberta Vinci                  | Garbiñe Muguruza Carla Suárez Navarro | 6–4, 6–3                             |
| 2015 | Casey Dellacqua Jaroszlava Svedova         | Garbiñe Muguruza Carla Suárez Navarro | 6–3, 6–7(4), [10–5]                  |
| 2016 | Caroline Garcia Kristina Mladenovic        | Martina Hingis Szánija Mirza          | 6–4, 6–4                             |
| 2017 | Hszie Su-vej Martina Hingis                | Babos Tímea Andrea Hlaváčková         | 6–4, 6–3                             |
| 2018 | Jekatyerina Makarova Jelena Vesznyina      | Babos Tímea Kristina Mladenovic       | 2–6, 6–4, [10–8]                     |
| 2019 | Hszie Su-vej Barbora Strýcová              | Gabriela Dabrowski Hszü Ji-fan        | 6–3, 6–1                             |
| 2020 | Elmaradt a koronavírus-járvány miatt       | Elmaradt a koronavírus-járvány miatt  | Elmaradt a koronavírus-járvány miatt |
| 2021 | Barbora Krejčíková Kateřina Siniaková      | Gabriela Dabrowski Demi Schuurs       | 6–4, 6–3                             |
| 2022 | Gabriela Dabrowski Giuliana Olmos          | Desirae Krawczyk Demi Schuurs         | 7–6(1), 5–7, [10–7]                  |
| 2023 | Viktorija Azaranka Beatriz Haddad Maia     | Cori Gauff Jessica Pegula             | 6–1, 6–4                             |
| 2024 | Cristina Bucșa Sara Sorribes Tormo         | Barbora Krejčíková Laura Siegemund    | 6–0, 6–2                             |
| 2025 | Sorana Cîrstea Anna Kalinszkaja            | Veronyika Kugyermetova Elise Mertens  | 6–7(10), 6–2, [12–10]                |